# Thorbjørn Jagland
Thorbjørn Jagland (Drammen, 5 de noviembre de 1950) es un político noruego. 
Fue primer ministro de Noruega entre 1996 y 1997, y ministro de Asuntos Exteriores entre el 2000 y el 2001. Presidente del Parlamento noruego (Storting), entre los años 2000 y 2005. 
Entre los años 2009 y 2015 fue Presidente del Comité noruego del Premio Nobel, órgano que concede el Premio Nobel de la Paz.
Fue Secretario General del Consejo de Europa, entre los años 2009 y 2019.
Jagland ha sido galardonado con el título de Comendador de la Orden Nacional de la Legión de Honor de Francia por su «incansable compromiso con el continente europeo y los valores universales que representa».